# Mazepa (film, 1909)
Mazepa (ryska: Мазепа) är en rysk drama-dramafilm från 1909, regisserad av Vasilij Gontjarov.
Handlingen är baserad på Aleksandr Pusjkins dikt Poltava och Viktor Burenins libretto till operan Mazeppa.

## Rollista
- Andrej Gromov – Ivan Mazepa
- Vasilij Stepanov – Vasilij Kotjubej
- Raisa Rejzen – Maria
- Antonina Pozjarskaja – Marias mor [4]